# West Raynham
West Raynham är en ort i Storbritannien.   Den ligger i grevskapet Norfolk och riksdelen England, i den sydöstra delen av landet, 150 km norr om huvudstaden London. West Raynham ligger 59 meter över havet och antalet invånare är 257. West Raynham var en civil parish fram till 1935 när blev den en del av Barsham. Civil parish hade 241 invånare år 1931.
Terrängen runt West Raynham är platt. Runt West Raynham är det ganska tätbefolkat, med 96 invånare per kvadratkilometer. Närmaste större samhälle är East Dereham, 16,1 km sydost om West Raynham. Trakten runt West Raynham består till största delen av jordbruksmark.